# Morobe
Morobe est une province de la Papouasie-Nouvelle-Guinée appartenant à la région Momase. La capitale de la province se situe à Lae.

## Districts
- District de Bulolo (Bulolo),
- District de Finschhafen (Finschhafen),
- District de Huon (Huon),
- District de Kabwum (Kabwum),
- District de Lae (Lae),
- District de Markham (Markham),
- District de Menyamya (Menyamya),
- District de Nawae (Nawae),
- District de Tewae-Siassi (Tewae-Siassi),